# Rablélek
Rablélek è un film muto del 1913 diretto da Mihály Kertész.

## Distribuzione
Uscì nelle sale cinematografiche ungheresi nel dicembre 1913. Gli venne dato il titolo internazionale inglese Captive Souls.